# کاترین دانهام
کاترین دانهام (انگلیسی: Katherine Dunham؛ ۲۲ ژوئن ۱۹۰۹ – ۲۱ مهٔ ۲۰۰۶) یک هنرپیشه، انسان‌شناس، و طراح رقص اهل ایالات متحده آمریکا بود.